# شهرستان المضاربه والعاره
ناحیهٔ المضاربة والعارة (به عربی: مدیریة المضاربة والعارة) یک ناحیه در یمن است که در استان لحج واقع شده‌است.

## خصوصیات
ناحیهٔ المضاربة والعارة ۴۵٬۸۰۸ نفر جمعیت دارد.